# Palacio de Iturbide
El Palacio de Iturbide es un edificio localizado en la acera sur de la calle Madero en el Centro Histórico de la Ciudad de México que presenta la tradicional combinación de cantera y tezontle rojo. Fue la única residencia palaciega construida en cuatro niveles durante la época virreinal y es de estilo barroco.  
El 19 de enero de 2004 fue inaugurado en el Palacio de Iturbide, el museo Palacio de Cultura Citibanamex, enfocado a difundir tanto el arte popular mexicano como la colección particular del Banco Nacional de México.

## Historia
El espacio que ocupa el edificio perteneció en el siglo XVI a Gonzalo Juárez de Córdoba, el contador mayor del real tribunal de cuentas en su tiempo. Posteriormente ésta fue vendida a las religiosas de Santa Brígida las que, a su vez, la vendieron al marqués de Jaral de Berrio, casado con la condesa de San Mateo de Valparaíso  y descendiente del conde Fernando de la Campa, quien dispuso su demolición para edificar ahí el palacio actual. Los condes mandaron construir este palacio del siglo XVIII con motivo de la boda de su única hija Mariana Berrio de la Campa y Cos y su esposo Pedro de Moncada y Branciforte. La obra fue encargada al arquitecto Francisco Guerrero y Torres, quien trabajó entre 1779 y 1785. Ninguna otra obra novohispana tuvo el lujo y la nobleza de ésta, por lo que se le considera la obra maestra de la arquitectura civil del barroco novohispano.
Una vez terminado el movimiento de Independencia de México en 1821, el palacio fue ofrecido a Agustín de Iturbide, primer jefe del Ejército Trigarante, para que residiera en él, y precisamente el 15 de mayo de 1822, Iturbide salió al balcón central para ser proclamado como emperador de México por el Congreso Constitucional. De aquí el nombre de Palacio de Iturbide. Para Héctor de Mauleón (2015). Le llamamos Palacio de Iturbide desde que Agustín I lo arrebató a su legítimo propietario, Juan Nepomuceno de Moncada y Berrio, para instalar allí, durante los dieciocho meses que duró su imperio, tanto su domicilio como su despacho oficial (p.123).
El estilo del edificio es un ejemplo de la interpretación del barroco español en la Nueva España, que incluye en los detalles decorativos elementos distintivos de las raíces indígenas de México. El edificio cuenta con tres pisos; el primero, muy alto, con entresuelo; el segundo a la manera convencional, y el tercero formado por dos torreones unidos por una galería, donde la portada lleva pilastras ricamente talladas, dos atlantes y un guantelete mixtilíneo.

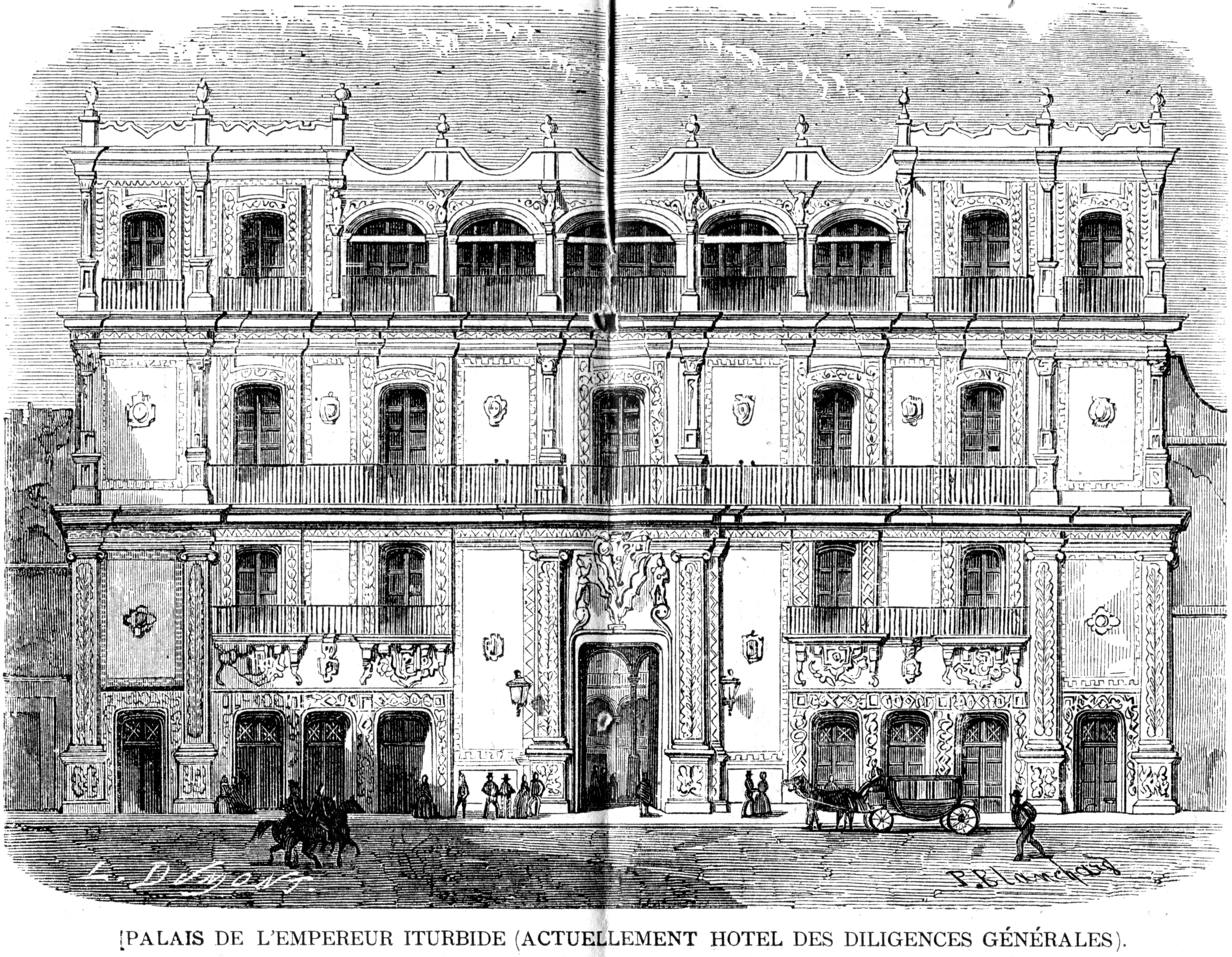
Palacio de Iturbide (L'Illustration, 1862

### Antecedentes
- Desde 1785 el palacio ha sido testigo de la historia mexicana, ha visto pasar virreyes y arzobispos, nacimiento de niños, juras de reyes, el desfile de un emperador, presidentes en triunfo y derrota, a los defensores de México y a sus vencedores.
- De 1965 a 1972 el Banco Nacional de México, llevó a cabo una importante restauración del edificio, para convertirlo en un espacio que albergara exposiciones temporales.
- Durante el siglo XIX funcionó en este edificio el Hotel Iturbide.
- En 1972 fue restaurado por Ricardo Legorreta para ser sede del Fomento Cultural Banamex.
- El 19 de enero de 2004 fue inaugurado por el presidente de México Vicente Fox Quesada el Palacio de Cultura Banamex.

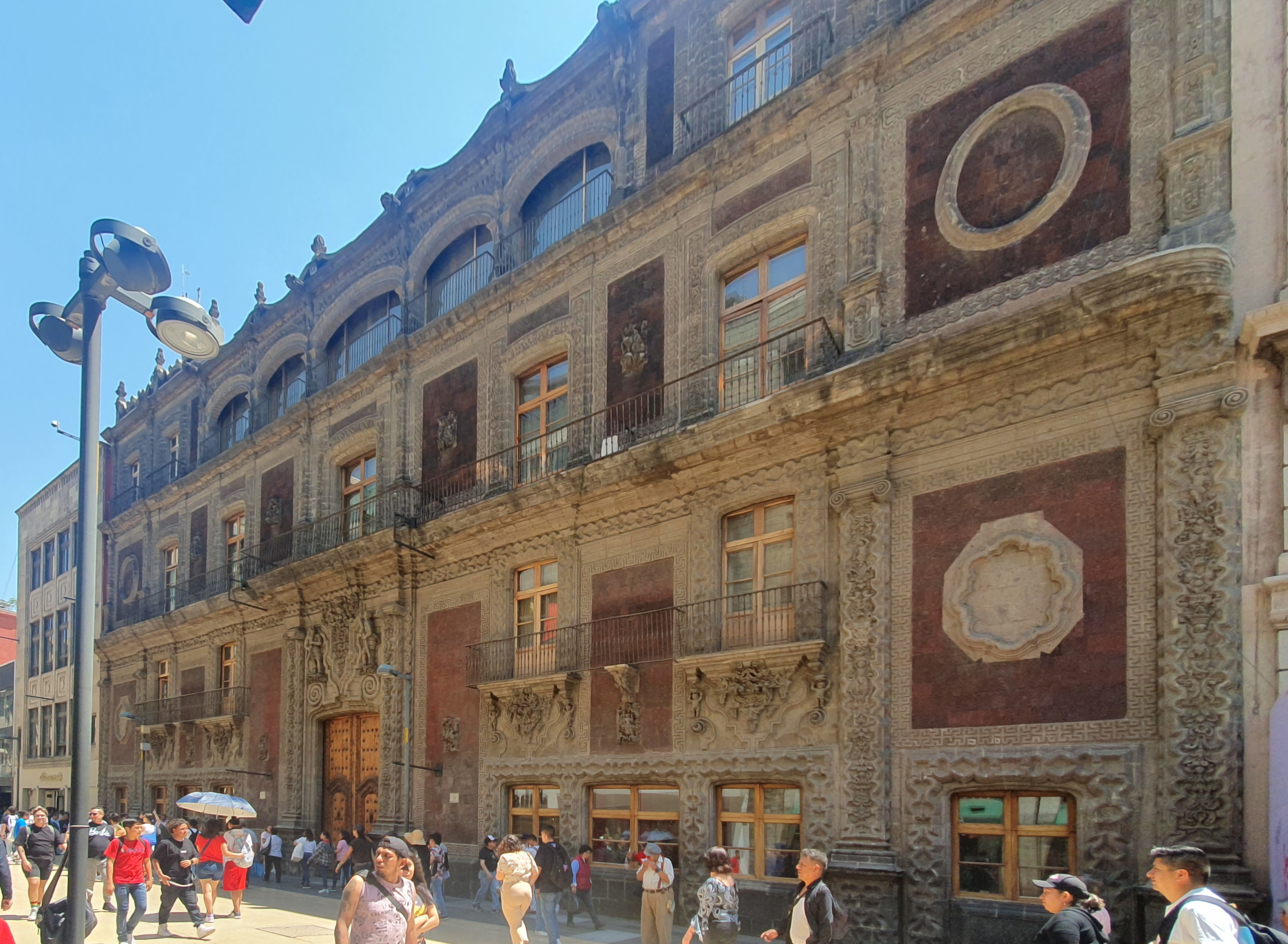
Palacio de los marqueses del Jaral de Berrio.

El museo Palacio de Cultura Citibanamex se encuentra dentro del Palacio de Iturbide y se enfoca tanto a difundir el arte popular mexicano como la colección particular del Banco Nacional de México.

## Colección
La colección del Banco Nacional de México comprende alrededor de 4300 obras de arte, abarca desde la época virreinal hasta el presente, cuenta con trabajos de los principales artistas mexicanos como Diego Rivera, José Clemente Orozco, Frida Kahlo, Joaquín Clausell y Manuel Álvarez Bravo. Esta colección fue comenzada alrededor del año 1920 por Agustín Legorreta García, entonces director general del Banco Nacional de México.